# چگم
شهر چگم (به روسی: Чегем) در کشور روسیه و در جمهوری کاباردینو-بالکاریا واقع شده‌است.